# ヴァルド・ヴィリエルモ

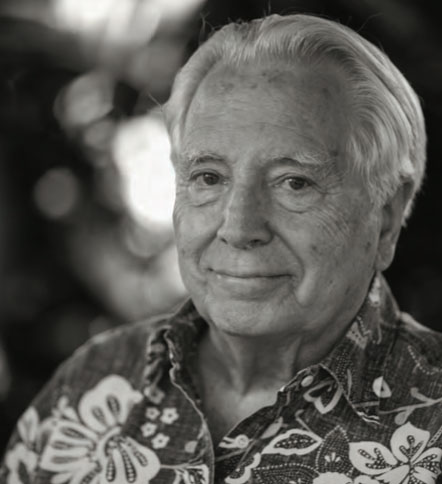
ヴァルド・ヴィリエルモ

ヴァルド・ヴィリエルモ（Valdo H. Viglielmo、1926年12月11日 - 2016年11月14日）は、アメリカ合衆国の日本文学・哲学研究者。ハワイ大学名誉教授。
米国ニュージャージー州生まれ、ニューヨーク州育ち。大学在学中に軍属としてペンシルヴァニア大学で日本語を学び占領下の日本に派遣され、日本語・文学の研究を続けるため東京大学・明治学院大学で学ぶ。1951年ハーヴァード大学へ戻り、夏目漱石の研究で1956年博士号。この間小宮豊隆に師事する。1958年から60年まで東大、国際基督教大学、東京女子大学で教え、1960年プリンストン大学助教授、この時江藤淳を迎えている。1965年ハワイ大学准教授に就任、ほどなく教授、2002年まで教鞭を取った。1969年川端康成がハワイ大学で行った講演「美の存在と発見」を英訳した。

## 翻訳
- 岡崎義恵『明治文化史』Japanese Literature in the Meiji Era. 旺文社 1955.
- 西田幾多郎『善の研究』A Study of Good. 日本ユネスコ委員会 1960.
- 川端康成『美の存在と発見』毎日新聞社 1969
- 夏目漱石『明暗』Light and Darkness. London: Peter Owen, 1971.
- 西田幾多郎『藝術と道徳』Art and Morality (David A. Dilworth共訳). ハワイ大学出版局 1973.
- 田辺元『懺悔道としての哲学』Philosophy as Metanoetics (with Takeuchi Yoshinori and James Heisig). カリフォルニア大学出版局 1986
- 西田幾多郎『自覚における直感と反省』Intuition and Reflection in Self-Consciousness (Takeuchi Yoshinori and Joseph O’Leary). ニューヨーク州立大学出版局 1987.

- Sourcebook for Modern Japanese Philosophy: Selected Documents. Translated and edited by David A. Dilworth and Valdo H. Viglielmo with Agustin Jacinto Zavala. Westport, Conn.: Greenwood Press, 1998.